# ماكس باند
ماكس باند هو نحات ورسام ليتواني، ولد في 21 أغسطس 1901 في كوديركوس نوميستيس في ليتوانيا، وتوفي في 8 نوفمبر 1974 في نيويورك في الولايات المتحدة.